# Полусредний вес в боксе
Полусредний вес в боксе (англ. Welterweight) — весовая категория в профессиональном боксе между первой средней и первой полусредней весовыми категориями. Предел веса для дивизиона составляет 147 фунтов (66,678 кг).

## Действующие чемпионы мира
| Организация | Дата завоевания титула | Чемпион           | Рекорд           | Защиты титула |
| ----------- | ---------------------- | ----------------- | ---------------- | ------------- |
| WBA         | 12 апреля 2025         | Джарон Эннис      | 34–0 (30 KO)     | 0             |
| WBC         | 18 июня 2024           | Марио Барриос     | 29–2–1 (18 KO)   | 1             |
| IBF         | 9 ноября 2023          | Джарон Эннис      | 34–0 (30 KO)     | 0             |
| WBO         | 12 августа 2024        | Брайан Норман мл. | 28–0–0–2 (22 KO) | 2             |